# Porrocaecum
Genre
Porrocaecum est un genre de nématodes. Ce sont des parasites intestinaux.

## Liste d'espèces
Selon Catalogue of Life (29 août 2013) :
- Porrocaecum ardease

Selon ITIS (29 août 2013) :
- Porrocaecum ardease

Selon NCBI (29 août 2013) :
- Porrocaecum angusticolle
- Porrocaecum crassum
- Porrocaecum depressum
- Porrocaecum ensicaudatum
- Porrocaecum streperae

Selon World Register of Marine Species (29 août 2013) :
- Porrocaecum muraenesoxi Rajyalakshmi, 1992
- Porrocaecum sulcatum (Rudolphi, 1819)